# Molič
Molič (znanstveno ime Trisopterus minutus) je morska riba zmernih morij iz družine trsk.

## Opis
Molič je rdeče rjava riba z drobnimi izrastki na spodnji čeljusti, ki se združuje v majhne jate. Zraste lahko do 40 cm v dolžino, hrani pa se z raznimi talnimi nevretenčarji, raki in manjšimi ribami. Sama vrsta je hrana delfinom, tjulnjem, kitom in drugim velikim plenilskim ribam. Drsti se pozimi.

## Razširjenost in uporabnost
Jate moličev se zadržujejo na blatnih ali peščenih tleh od 10 do 300 metrov globoko. Razširjeni so po vzhodnem Atlantiku od obal Norveške do Portugalske ter ob atlantski obali Maroka ter po Sredozemlju. 
Gospodarsko je dokaj pomembna vrsta, ki jo lovijo za predelavo v ribjo moko. V južni Evropi je tudi priljubljena riba za človekovo prehrano.